# Zodarion kabylianum
Zodarion kabylianum là một loài nhện trong họ Zodariidae.
Loài này thuộc chi Zodarion. Zodarion kabylianum được J. Denis miêu tả năm 1937.